# Delage Type G
Der Delage Type G war ein frühes Personenkraftwagenmodell der französischen Marke Delage.

## Beschreibung
Die nationale Zulassungsbehörde prüfte das Fahrzeug mit der Nummer 232 und erteilte am 2. Januar 1908 die Genehmigung. Delage bot das Modell nur 1908 an. 
Ein Zweizylindermotor von De Dion-Bouton trieb die Fahrzeuge an. Er hatte 80 mm Bohrung und 120 mm Hub. Das ergab 1206 cm³ Hubraum. Der Motor war mit 10 Cheval fiscal eingestuft und leistete 12,5 PS. Es war das einzige Zweizylindermodell von Delage. Das Getriebe hatte 3 Gänge.
Das Fahrgestell hatte 1180 mm Spurweite und 2475 mm Radstand. Das entsprach dem schwächeren Delage Type F der Serie 5 und dem stärkeren Type H. Als Aufbauten sind Doppelphaeton, Landaulet, Limousine und Phaeton  überliefert.
58 km/h Höchstgeschwindigkeit waren möglich.

## Stückzahlen und überlebende Fahrzeuge
Peter Jacobs vom Delage Register of Great Britain erstellte im Oktober 2006 eine Übersicht über Produktionszahlen und die Anzahl von Fahrzeugen, die noch existieren. Seine Angaben zu den Bauzeiten weichen in einigen Fällen von den Angaben der Buchautoren ab. Stückzahlen zu den Modellen vor dem Ersten Weltkrieg sind unbekannt. Für dieses Modell bestätigt er die Bauzeit mit 1908. Ein Fahrzeug existiert noch.